# Cherokee (Alabama)
Cherokee es un pueblo ubicado en el condado de Colbert en el estado estadounidense de Alabama. En el censo de 2000, su población era de 1237. 

## Demografía
En el 2000 la renta per cápita promedia del hogar era de $ 24.597$ , y el ingreso promedio para una familia era de 24.597$. El ingreso per cápita para la localidad era de 12.431$. Los hombres tenían un ingreso per cápita de 26.667$ contra 20.096$ para las mujeres.

## Geografía
Cherokee está situado en 34°45′30″N 87°58′7″O / 34.75833, -87.96861 (34.758297, -87.968549)..
Según la Oficina del Censo de los EE. UU., la ciudad tiene un área total de 2.24 millas cuadradas (5.80 km ²).